# Primera Iglesia Presbiteriana (Greenville)
La Primera Iglesia Presbiteriana es una histórica iglesia presbiteriana ubicada en el 215 de East Commerce Street en Greenville, Alabama, Estados Unidos. Fue construido en 1886 y agregado al Registro Nacional de Lugares Históricos en 1986. La iglesia es miembro de la Iglesia Presbiteriana de América.